# Johann Gottfried Zinn
Pour les articles homonymes, voir Zinn.
Johann Gottfried Zinn est un  botaniste et un anatomiste allemand, né le 4 décembre 1727 à Ansbach et mort le 6 avril 1759 à Göttingen.

## Biographie
Il est professeur de médecine à l’université de Göttingen où il dirige également le jardin botanique.
Zinn est l'auteur d'une Descriptio anatomica oculi humani iconibus illustrata (1755, rééditée en 1780) qui est le premier livre d'anatomie consacré à l'œil. Son nom a été attribué à plusieurs parties de l'œil humain comme la zonule de Zinn.
Carl von Linné (1707-1778) lui a dédié le genre Zinnia. La petite histoire raconte que Zinn ayant collecté des graines de Zinnia elegans au Mexique, fut attaqué par un bandit local qui, après avoir fouillé ses sacs et trouvé les graines, le déclara fou et le laissa tranquille.